# Облога Гераклеї Трахінської

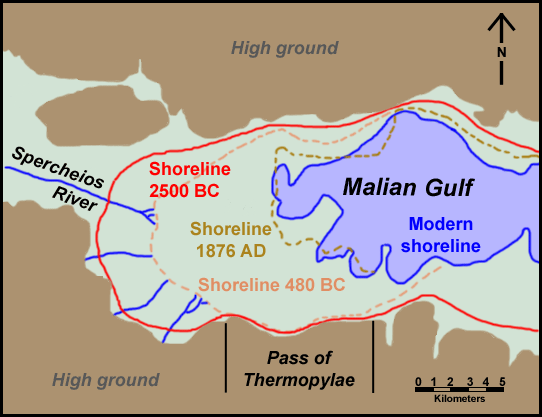
Мапа району Фермопіл. Гераклея знаходилась північно-західніше від ущелини, позначеної у нижній частині мапи

Облога Гераклеї Трахінської — епізод Етолійської війни 192—188 рр. до н. е., в якій римляни атакували належне етолійцям місто неподалік від Фермопіл.
У 191 р. до н. е. римське військо консула Манія Ацилія Глабріона при підтримці македонського царя Філіппа розбило сирійського царя Антіоха III у Фермопільській ущелині, примусивши втекти до Малої Азії. В той же час, у римлян на Балканах залишився супротивник — Етолійський союз, котрий зокрема володів містом Гераклея у Маліді (невелика область на узбережжі Малійської затоки між Фессалією на півночі та Фокидою на півдні). Перед фермопільською битвою у ній зібрались чотири тисячі етолійців, половина з яких охороняла висоти, через які могли здійснити обхідний маневр римляни. Саме успіх у скиненні етолійців із однієї з трьох висот став вирішальним фактором у перемозі над Антіохом, після відступу якого Маній Ацилій вирішив зайнятись Гераклеєю (одночасно військо македонського царя зайнялось облогою Ламії, котра лежала за кілька кілометрів від Гераклеї та також була осаджена етолійською залогою).
Оскільки етолійці не надали відповіді на пропозиції знов вступити у союз із римлянами, консул переніс табір під Гераклею та почав готуватись до штурму. Саме місто лежало на рівнині під горою Ета, проте його акрополь займав дуже вигідну позицію, зусебіч оточену прірвами. За планом консула наступ на місто зі сторони річки Асоп доручався Луцію Валерію, від Малійської затоки повинен був наступати Марк Бебій, а з боку річки Мелас — Аппій Клавдій. Нарешті, розташоване за міскими стінами передмістя доручили загону Тиберія Семпронія Лонга. За кілька днів були наготовані башти, тарани та інше облогове спорядження, виготовленню чого сприяла наявність у оточуючих землях великих дерев та можливість розбирати покинуті етолійцями дома на балки, дошки, цеглу та каміння.
Нарешті почався штурм. Етолійці віддавали перевагу прямій битві, тому при підведенні до стін таранів вони не намагались зловити їх вістря петлями та відвести в бік, а влаштовували вилазки з наміром підпалити ворожі споруди. В міській стіні і так були облаштовані численні потаємні ходи, а при відновленні зруйнованих ділянок мурів прокладали нові. В перші дні захисники багаторазово повторювали цей маневр, проте чим далі, тим більше втомлювались і не могли вже влаштовувати вилазки з тією ж частотою та силою. Вони мали доволі обмежені сили, тоді як римське військом завдяки своїй чисельності легко могло змінювати загони та давати воїнам відпочинок.
Важка битва тривала двадцять чотири дні, допоки етолійці не виявились повністю знесиленими. Втім, навіть тоді римському полководцю довелось застосувати військову хитрість: протягом кількох діб він влаштовував штурми, котрі тривали лише з третьої години дня до опівночі, після чого римське військо поверталось у свій табір. Етолійці побачили в цьому ознаку, що їх ворог так само знесилений, та, як тільки чули опівночі звуки римських труб, котрі означали відступ, самі одразу покидали позиції та не з'являлись на стінах до третьої години дня. Нарешті, в один з днів Ацилій звелів напасти вночі та атакувати місто з трьох сторін. Етолійці прокидались та в сум'ятиці бігли туди, звідки чулись бойові крики. Коли вже світало, консул подав знак загону Тиберія Семпронія, котрий до того не демонстрував жодної активності і тим самим приспав пильність оборонців на своїй ділянці. Тиберій увійшов у полишене етолійцями без охорони передмістя, слід за чим захисники в паніці покинули саме місто та відступили до акрополя.
В укріплення окрім воїнів набилась велика маса жінок та дітей, так що воно виявилось перенаселеним, при тому, що було зовсім не приготоване до довгої оборони. Тому коли римляни почали закидувати його дротиками з сусідньої скелі, а інший загін пішов на приступ, етолійці не витримали і здались. Серед інших у полон потрапив Дамокрит, котрий колись на вимогу римлян пояснити призвання Антіоха відповів, що надасть пояснення коли етолійське військо стане табором у Італії.
Побачивши падіння Гераклеї римське військо виступило у важкий перехід через гори до іншої фортеці етолійців Навпакту, котра знаходилась на північному узбережжі Коринфської затоки.